# Philips Koninck

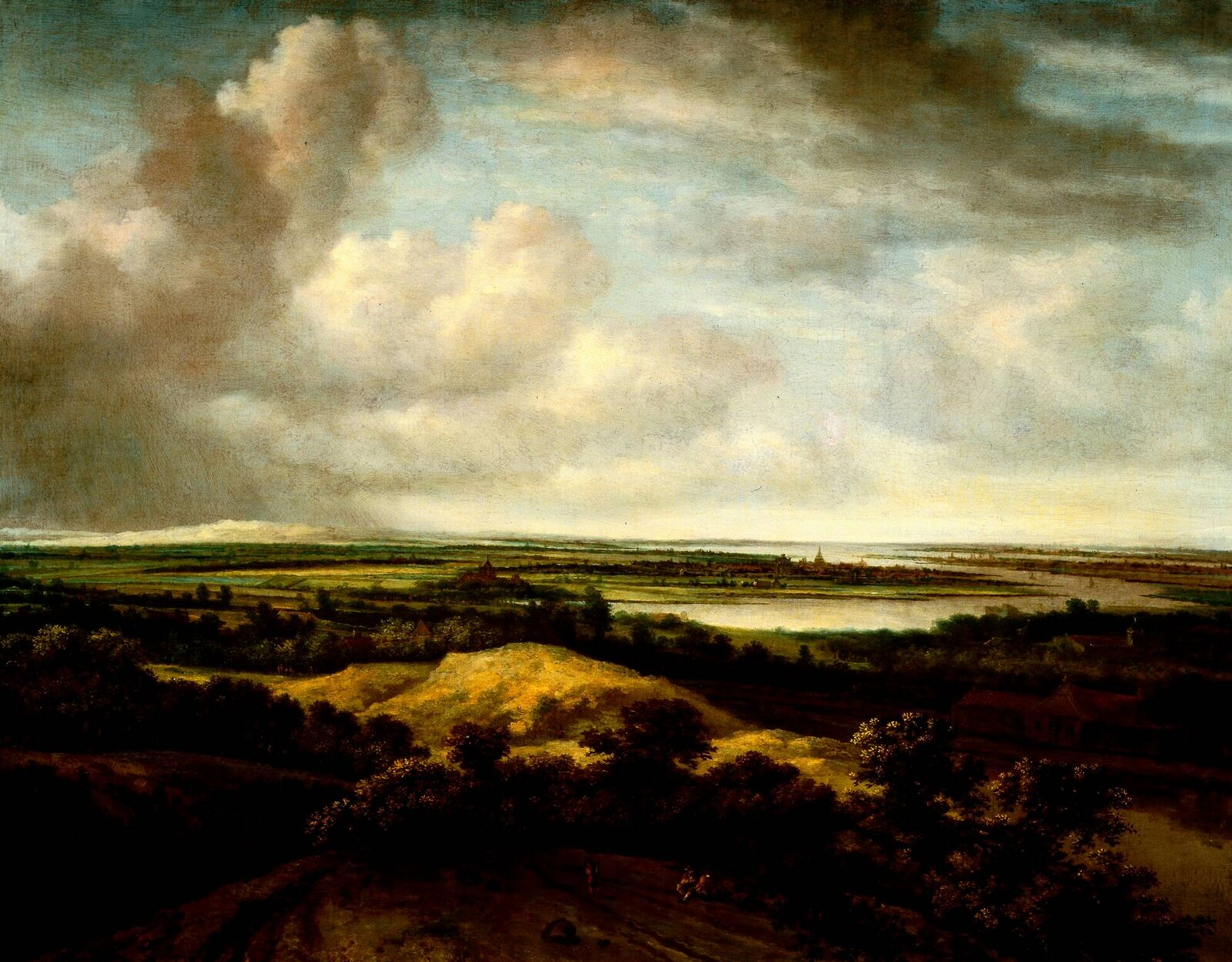
Landskap med flod och sanddyner

Philips Koninck eller Philip de Koninck, född den 5 november 1619 i Amsterdam, död den 4 oktober 1688 i Amsterdam, var en nederländsk landskapsmålare. Han var bror till Jacob Koninck den äldre.

## Biografi
Koninck anslöt sig i sitt måleri till Rembrandt, särskilt i belysningen av landskapet och efterbildade Adriaen Brouwer i sitt staffage. Göteborgs konstmuseum äger sedan 1920-talet målningen Utsikt över staden Rheenen med signaturen P. Koninck. Senare forskning har dock tillskrivit verket den samtide Jan Ruijscher. I Uffizierna i Florens finns ett självporträtt av Koninck.
Hans vida utsikter, med hög himmel, glidande moln och solreflexer gör honom till en av 1600-talets främsta landskapsmålare.